# Ministère des Régions libérées
En France, un ministère du "Blocus et des Régions libérées"  est créé en 1917 avec pour mission de gérer, dans les régions libérées de l'occupation allemande,  « la réorganisation de la vie locale et des moyens d'habitation, l'aide à donner aux sinistrés pour le relèvement des immeubles détruits, la réparation des dommages de guerre, la reconstitution du sol, la restauration agricole, commerciale et industrielle ».
Devenu ministère des Régions libérées à la cessation des hostilités fin décembre 1918, il est remplacé en 1925 par un sous-secrétariat d'État rattaché au ministère des Finances, puis par un simple service rattaché en 1926 au ministère des Travaux publics et en 1933 au ministère des Finances. Ce service est supprimé tout début 1946, ses attributions passant alors au Service du contentieux et de l'agence judiciaire du Trésor.

## Histoire
La guerre entre la France et l'Allemagne débute en août 1914 et dès ce mois, les Allemands arrivent à 100 km de Paris. Les mois et années suivants vont être marqués par des combats très rudes, ravageant le nord et l'est de la France pendant les 4 ans du conflit. Dès 1914, se pose la question des réparations dans ces territoires. Le 26 décembre 1914, la loi de finances « reconnaît le « droit à la réparation des dommages matériels résultant des faits de guerre ».
C'est d'abord au ministère de l'Intérieur qu'est confié la tache de la gestion des populations civiles et par un décret du 30 avril 1916 est créé un service spécial chargé de la reconstitution des régions envahies. En février 1917, ses compétences sont accrues aux règlements des dommages de guerre. En parallèle, un comite interministériel est créé par décret « pour la reconstitution des régions envahies ou atteintes par fait de guerre », assisté par une commission exécutive. 
À la fin de 1917, six ministères travaillent à la reconstitution : le ministère de l'Intérieur, le ministère de l'Agriculture (avec l'Office de reconstitution agricole ou ORA), le ministère du Commerce et de l'Industrie (avec l'Office de reconstitution industrielle ou ORI), le ministère des Travaux publics (pour la reconstruction des immeubles), le ministère de la Guerre (pour la remise en état du sol pollué par les munitions) et le ministère des Affaires étrangères (pour la sauvegarde des intérêts privés en pays ennemis ou occupés par l'ennemi).
Cherchant une plus grande efficacité, le gouvernement Clemenceau  décide d'une administration spécifique avec la création d'un ministère du Blocus et des Régions libérées, créé par décret le 16 novembre 1917,. Il existait auparavant un ministère du Blocus, en charge de coordonner l'action de toutes les administrations et de l'armée pour appliquer le blocus de l'Allemagne et l'Autriche-Hongrie. Le nouveau ministre (Charles Jonnart, qui ne restera qu'une semaine en poste pour remplacé par Albert Lebrun qui occupera la fonction jusqu'à novembre 1919), réunit alors sous son autorité les attributions du sous-secrétaire d'État au Blocus et, pour l’administration des régions reconquises, les services déjà créés aux ministères de l'Intérieur et des Travaux publics ainsi que l'ORI détaché du ministère du Commerce et de l'Industrie en décembre 1917 (l'ORI sera temporairement rattaché au ministère de la Reconstitution industrielle de novembre 1918 à janvier 1920). Même chose pour l'ORA qui sera détaché du ministère de l'Agriculture en janvier 1918.
Le 13 décembre 1917, un décret fixe les attributions précises du nouveau ministère: 
« 
- réorganiser la vie locale en assurant le ravitaillement, le retour des services publics, la distribution des secours et la réinstallation des populations ;
- aider les sinistrés pour le relèvement des immeubles détruits, en rationalisant les nouvelles constructions (plans d’alignement et de nivellement) et en assurant l’approvisionnement en matériaux, la recherche de main d’œuvre et les moyens de transports ;
- réparer les dommages de guerre par la constatation, l’évaluation, et la mise en place des régimes d’indemnisation ;
- reconstituer le sol par la remise en état des terres et la destruction des munitions non explosées ;
- favoriser la reprise de l’activité agricole commerciale et industrielle par les achats de matériels, de matières premières, de bétail, d’engrais, de semences et leur cession aux sinistrés. »[5]

À la fin de la guerre, le blocus perd de son importance et se limite  à des négociations diplomatiques gérées par le ministère des Affaires étrangères,. Dès lors, le ministère se limite aux Régions libérées,. En 1925, il est remplacé par un sous-secrétariat d'État rattaché au ministère des Finances puis l'année suivante, par un simple service transféré au ministère des Travaux publics. Par la loi de finances du 23 septembre 1933, il est transféré au ministère des Finances où il est principalement un service d'apurement et de liquidation.  Enfin, ce service est supprimé le 1er janvier 1946, ses attributions passant alors au Service du contentieux et de l'agence judiciaire du Trésor (loi du 31 décembre 1945). Des dépenses de reconstitution des régions libérées furent inscrites au budget de l'État jusqu'en 1940.
En 1944, à la Libération, il existe brièvement des commissaires d'État aux régions libérées dans le Comité français de libération nationale.

## Liste des ministres, sous-secrétaires d'État et commissaires d'État
Entre 1917 et 1925, la IIIe République connut onze gouvernements différents et huit ministres des Régions libérées, dont Albert Lebrun, futur président de la République, et entre 1925 et 1926, cinq sous-secrétaires d'État différents.